# San Giorgio di Mantova
San Giorgio di Mantova (San Sòrs in dialetto mantovano) è un municipio di 9.683 abitanti del comune di San Giorgio Bigarello, in provincia di Mantova, in Lombardia.
Fino al 31 dicembre 2018 ha costituito un comune autonomo, prima di fondersi col confinante comune di Bigarello.

## Origini del nome
Il nome di San Giorgio deriva dal santo martire vissuto nel IV secolo.

## Storia
Il nome di San Giorgio identificava un borgo ora non più esistente, raso al suolo in epoca napoleonica per dare spazio a nuove fortificazioni a difesa della città di Mantova.
Dell'antico borgo medievale a ridosso della città virgiliana rimane solamente il cosiddetto "Ostello di Sparafucile", che deve il suo nome al sicario che avrebbe ucciso erroneamente Gilda anziché il Duca di Mantova, personaggio di una delle opere più conosciute e apprezzate di Giuseppe Verdi, il Rigoletto. Il territorio comunale assunse la denominazione definitiva ed attuale di "San Giorgio di Mantova" nel 1867. Nell'immediato dopoguerra il territorio comunale di San Giorgio di Mantova ha subito ulteriori variazioni territoriali con il passaggio al municipio di Mantova delle frazioni di Virgiliana, Frassino, Castelleto Borgo e Lunetta.
Il 9 settembre 2018 si è tenuto un referendum popolare sulla fusione col confinante comune di Bigarello, col quale formava già da marzo 2016 l'Unione comuni Lombarda San Giorgio e Bigarello. In seguito all'esito favorevole del referendum, il 1º gennaio 2019 è nato il nuovo comune di San Giorgio Bigarello.

### Stemma
Lo stemma del comune di San Giorgio di Mantova era stato concesso con decreto del presidente della Repubblica del 5 febbraio 1988. Lo stemma raffigurava, su sfondo azzurro, San Giorgio su un cavallo d'argento nell'atto di trafiggere un drago, il tutto sormontato da una stella d'oro di otto raggi. Il gonfalone era un drappo partito di bianco e rosso.

## Società

Territorio dell'ex comune di San Giorgio di Mantova nella provincia di Mantova

### Evoluzione demografica
Abitanti censiti

## Cultura

### Cucina
- Tortelli di zucca di Villanova de Bellis, prodotto "De.C.O." (Denominazione comunale d'origine)[12]

## Infrastrutture e trasporti

### Strade
Il municipio è raggiungibile attraverso il casello di Mantova nord dell'Autostrada A22, ubicato in prossimità della frazione Mottella.
Il municipio è attraversato anche dalla ex SS 10 Padana Inferiore, dalla SP 25 e dalla SP 28.

### Ferrovie
Il territorio è attraversato anche dalla linea ferroviaria Mantova-Monselice; tuttavia le stazioni ferroviarie più vicine sono Gazzo di Bigarello, ubicata nel municipio di Bigarello (sempre nel comune di San Giorgio Bigarello) e Mantova Frassine, ubicata nel comune di Mantova.

### Mobilità urbana
Le linee interurbane che servono il municipio sono:
6 Mantova - Canedole

15 Mantova - Villimpenta

148 Verona - Mantova

Le prime due linee sono gestite dall'azienda APAM, la terza è gestita dall'ATV.
Le frazioni Mottella e Tripoli sono servite anche dalla linea urbana n°4 del trasporto pubblico locale della città di Mantova.